# Joaquim Falcão Macedo
Joaquim Falcão Macedo (Rio Branco, 5 de fevereiro de 1927 – Rio Branco, 28 de setembro de 2006) foi um político brasileiro que governou o Acre entre 1979 e 1983.

## Biografia
Filho de Diamantino Augusto Macedo e de Teodolina Medina Falcão Macedo. Descendente de uma família de seringalistas, possui curso técnico em contabilidade e em técnicas agrícolas e foi juiz de paz (1948-1951). Nos primeiros anos do Acre como estado foi Secretário de Estado Sem Pasta, Secretário de Viação e Obras e diretor regional do Departamento de Estradas e Rodagem (DER). Fundador e presidente estadual da UDN foi eleito suplente de deputado federal pelo PTB em 1962 e durante o Regime Militar foi signatário da ARENA e se elegeu suplente de deputado federal em 1966 chegando a exercer o mandato e deputado federal em 1970. Com a assunção de Geraldo Mesquita ao governo do Acre em 1975, Macedo foi um dos nomes vetados pela maioria do MDB na Assembleia Legislativa para ocupar o cargo de prefeito de Rio Branco (o outro foi o promotor público Adauto Brito da Frota), fato que levou o Governo Ernesto Geisel a decretar intervenção federal na capital acriana com base no Ato Institucional Número Cinco.
Em 1978 foi indicado governador do Acre pelo presidente Ernesto Geisel e com o fim do bipartidarismo ingressou no PDS. Ao final do mandato foi nomeado membro do conselho de administração das Centrais Elétricas do Norte do Brasil (1983) e do conselho diretor da Universidade Federal do Acre (1983-1989).
Joaquim Macedo é cunhado de Wildy Viana (deputado federal eleito em 1982 e 1986) e tio dos próceres petistas Jorge Viana e Tião Viana.